# Mie (cràter marcià)
Mie és un cràter d'impacte del planeta Mart situat al nord del cràter Umatac, al nord-est de Kumara i al sud-est de Bulhar, a 48.1° Nord i 139.6º Est. L'impacte va causar un clavill de 104 quilòmetres de diàmetre. El nom va ser aprovat en 1973 per la Unió Astronòmica Internacional, en honor del físic alemany Gustav Mie (1868-1957).